# Aquae Sulis

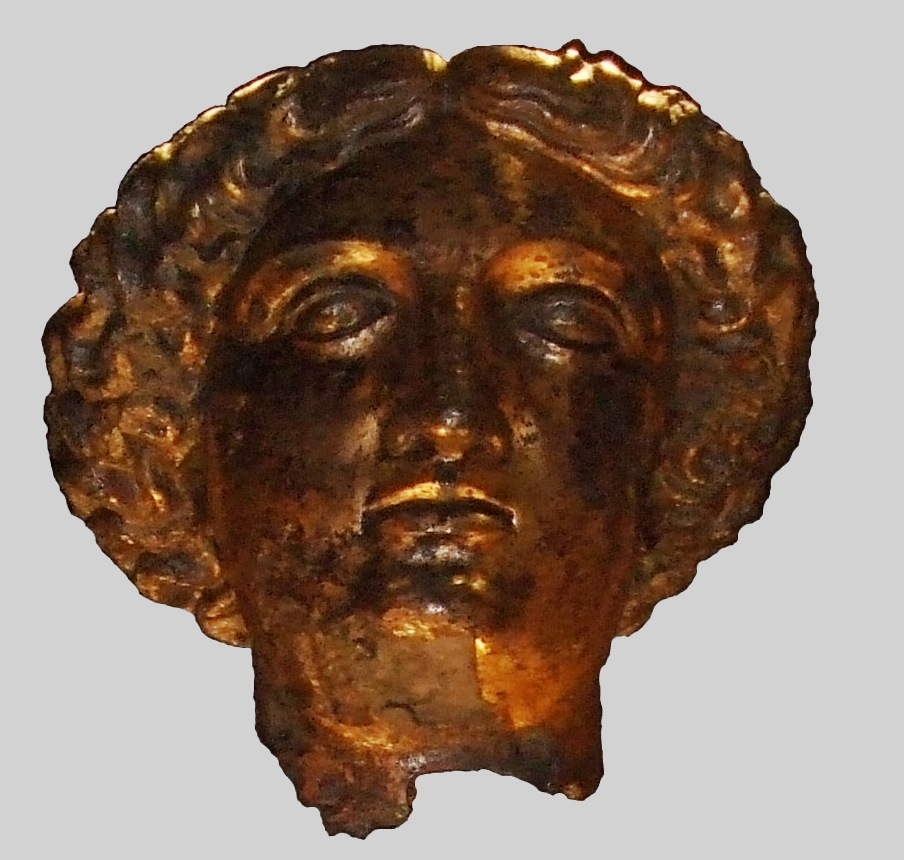
Testa di bronzo dorata della statua di Minerva Sulis proveniente dal Tempio di Bath, rinvenuta nel 1727 ed ora presso le Terme romane di Bath

Aquae Sulis era una città romana della provincia della Britannia, che sorgeva nel luogo dove ora si trova Bath, importante centro abitato dell'Inghilterra.
La città fu sempre nota per le acque termali, sfruttate sin dall'antichità, anche prima dell'arrivo dei Romani, che nel 75 d.C., durante il regno di Vespasiano vi costruirono delle terme, ben presto note in tutto l'Impero romano. Legato a questo vi era anche un attivo culto della dea Sulis, divinità celtica identifica con la romana Minerva, in cui onore fu edificato il tempio.
La vasca centrale costituisce il cuore del complesso termale. Si tratta di una piscina  riempita di acqua calda che sgorga a 46°C da una sorgente sacra. Sebbene oggi sia all’aperto, questo bagno era originariamente coperto da una volta a botte alta 40 metri.
Le Terme Romane e il magnifico Tempio che fa da contorno furono il centro della vita romana ad Aquae Sulis tra il I e il V secolo. I resti sono straordinariamente completi.
Oggi i visitatori possono esplorare il complesso delle Terme Romane, camminando su delle passarelle di legno e vedere le rovine del Tempio di Sulis Minerva, costruito tra il 60 e il 70 d.C. Nel frontone compare una grande testa circolare, inizialmente interpretata come una Gorgone ma recentemente, a causa della capigliatura fiammeggiante, riconosciuta come una raffigurazione del dio Sole. Di fianco sorgeva anche un tempio dedicato alla dea Luna, di cui si conserva il bel volto in pietra con crescente lunare.
I visitatori possono visitare le strutture, ma l’acqua è off-limits dopo che una giovane donna è morta per una meningite nel 1978. Le indagini sulla causa del decesso hanno rivelato che le acque sono infestate da un’ameba mangia-cervelli.
Il primo luogo di culto annesso alle sorgenti termali risale ai Dobunni, una tribù dell’Età del Ferro, che lo dedicarono a Sulis, divinità celtica delle acque sacre e della guarigione. Nel 43 d.C. la Britannia fu invasa dai Romani, che identificarono Sulis con Minerva.
Nelle terme furono rinvenuti molti oggetti, tra cui pietre preziose, anelli, bracciali, vasi, e circa 12.000 monete, donati dai Romani alla divinità termale. 
Nell'adiacente museo si conserva una testa in bronzo dorato della dea Minerva, il cui culto venne introdotto qui dall’imperatore Domiziano, cui era molto devoto.
Compare infine anche un Laconicum, una stanza piccola con un calore secco che poteva essere trasformato in vapore. Aveva una forma circolare con un tetto conico e un’apertura circolare.
La città era raggiunta da un'importante strada romana, la Via Calleva Atrebatum-Aquae Sulis.